# Platja El Oso
La Platja El Oso, situada al concejo de Ribadedeva, en la localidad de La Franca del Principat d'Astúries (Espanya), és una platja  considerada paisatge protegit, des del punt de vista mediambiental, per la seua vegetació i pel seu paisatge kàrstic entre altres raons. Per aquest motiu està integrada en el Paisatge Protegit de la Costa Oriental d'Astúries, igual que els contraforts orientals de la serra de Cuera, a poca distància i que confereixen al paisatge de la platja un atractiu més. 
És important esmenar la presència a la zona d'aus incloses entre el Catàleg d'Espècies Amenaçades, i a l'hivern abunden aus típiques de muntanya, que utilitzen sovint els penya-segats de la costa Llanisca.
La costa del municipi de Ribadedeva s'estén al llarg de nou quilòmetres que en la seva majoria són penya-segats (com el Santiuste), i es despleguen entre la pròpia platja i la ria de Tina Major, en la desembocadura del riu Deva.
El seu accés és difícil, ja que només es pot accedir a ella durant la baixamar des de la platja de La Franca o des d'una escarpada sendera que baixa des de Pimiango, localitat de Colombres.

## Descripció
Podria descriure's com una petita cala comunicada durant la marea baixa amb les platges de La Franca i Regorgueru, que comparteix els serveis públics de la platja de La Franca. Es caracteritza a més per les profundes cavitats que s'observen a la base del seu penya-segat i per un impressionant entorn natural, que justifica la seva consideració d'espai protegit.